# 長野グランドシネマズ
長野グランドシネマズ（ながのグランドシネマズ、NAGANO GRAND CINEMAS）とは、長野県長野市権堂町にある映画館（シネマコンプレックス）。

## 概要
長野市初のシネマコンプレックスとして、長野電鉄株式会社の保有する「長電権堂第2ビル」に建設した建物を使用し、近隣で「長野東宝グランド劇場」を営んでいた中谷商事株式会社が開設した。スタート時の劇場運営は長野東宝グランド劇場から引き続き東宝東日本興行が委託されていた。
「街の映画館」をコンセプトに運営をしている。後に、東宝東日本興行がTOHOシネマズに合併されたことを機に、一時的にTOHOシネマズのマニュアルに沿う形で運営していたが、理念の違い等から地元に根差した映画館とするため中谷商事株式会社の自主運営へと転換した。
当初は長野東宝グランド劇場の運営委託をしていた東宝東日本興行から郊外型のシネコンのオープンを打診されていたが、経営者の「映画館は街の人誰もが通いやすい街の中心部や繁華街の近くにあるべき」との判断や、前身から親しまれ、愛着のある地であったため、シネマコンプレックスとしては珍しい中心市街地という立地となった。しかし、通常なら1フロアに複数のシアターを並べて運営の効率化を図ることが多いものの、長野グランドシネマズは中心市街地に位置するために広い敷地が確保できず、ロビーは1階、シアターは2階と4階の3層に分かれており、各階の映写階を含めて、建物は5階建てとなっている。
本館の開館後は近隣の長野東映劇場・長野東宝中劇が相次いで閉館することとなった。しかし基本的には既存館と共存共栄のスタンスであり、ロビーに長野ロキシーのチラシが置かれていたりするほか、上映作品も重複しないよう棲み分けが図られている。特に東映作品は長野千石劇場にて公開される関係上、原則上映されない。

### 沿革
前史
- 1950年（昭和25年）8月 - 長野市大字吉田東（現：吉田三丁目）に吉田映画劇場として設立される[2]。
- 1955年（昭和30年） - 長野市田町2129に長野映画劇場を開設
- 1957年（昭和32年） - 長野映画劇場横に長野第二映画劇場を増設[3]
- 1962年（昭和37年） - 吉田映画劇場を閉鎖する。
- 1966年（昭和41年） - 権堂町2214に長野グランド劇場が開場。
- 1981年（昭和56年） - 東宝東日本興行に運営委託し、館名を長野東宝グランド劇場に改称。2スクリーンに増設しリニューアル[2]。東宝系の洋画が多かったが、まれにミニシアター系作品も上映されることがあった。
- 2006年（平成18年）
  - 4月14日 - この日まで上映された小林政広監督の映画『バッシング』[4]を最後に、長野東宝グランド劇場は閉館。

長野グランドシネマズ
- 2006年（平成18年）
  - 6月24日 - 長野グランドシネマズが開館。
- 2010年（平成22年）
  - 7月10日 - 3D上映設備導入。
- 2020年（令和2年）
  - 4月18日 - 新型コロナウイルス感染拡大による緊急事態宣言の要請を受け、営業を休止[5][6]。
  - 5月18日 - 営業を再開[7][6]。

## スクリーン
8スクリーンがあり、総座席数は1,365席。長野市内の映画館では唯一3D上映に対応。
| スクリーン | 客席  | フロア |
| ---------- | ----- | ------ |
| 1          | 302席 | 4階    |
| 2          | 166席 | 4階    |
| 3          | 163席 | 4階    |
| 4          | 154席 | 4階    |
| 5          | 163席 | 2階    |
| 6          | 180席 | 2階    |
| 7          | 129席 | 2階    |
| 8          | 107席 | 2階    |

## アクセス
- 長野電鉄長野線「権堂駅」から徒歩2分
  - 土休日等は長野電鉄の割引きっぷ「ながでんシネマきっぷ」[8]が利用できる。
- 長野駅から長電バス 51〜55・61〜64系統 または ぐるりん号に乗車、「権堂」下車徒歩2分